# Eko-Vit
Eko-Vit Sp. z o.o. – polska firma z siedzibą w Łodzi, zajmująca się produkcją oraz rozlewem napojów gazowanych i niegazowanych.

## Opis
Firma jest spółką powstałą w wyniku przekształcenia w 2001 spółki AMT założonej w 1992. Przekształcenie polegało na zmianie handlowego charakteru jej działalności na produkcyjny. Już w 2002, na zamówienie stacji benzynowych BP Polska, rozpoczęto produkcję nowego napoju energetycznego EXE. Napoje energetyczne stanowią największą część wytwarzanych produktów i sprzedawane są również poza terenem Polski, m.in. do USA, Rosji, Estonii, Anglii, Słowacji, Libanu, Węgier oraz Arabii Saudyjskiej. Przedsiębiorstwo produkuje również napoje alkoholizowane, jak i izotoniczne oraz owocowe.
Napojami wytwarzanymi przez firmę są m.in.: Ozone, Ronin, Java Pay, Kuzin Vodka, Angry Birds, Minionki, Dr. Owoc, Euphoria.
W 2011 spółka zakupiła za 43 095 000 zł 85% akcji spółki akcyjnej Centrum-Hotele (pozostałe 15% przeznaczono na akcje pracownicze), do której należały łódzkie hotele: Centrum, Światowit, Mazowiecki, Polonia Palast i Savoy. Firma zapowiedziała, że w miejscu powstałym po wyburzeniu Hotelu Centrum mają powstać dwa 12-piętrowe budynki o charakterze usługowo-biurowym.